# Nicole Sciberras
Nicole Sciberras (28 aprile 2001) è una calciatrice maltese, difensore dell'Hibernians, e della nazionale maltese.

## Carriera

### Club
Nata a Malta nel 2001, a 16 anni, nel 2017, è arrivata in Italia, con le romane del Grifone, grazie ad una collaborazione tra la società gialloverde e l'ambasciata maltese a Roma, dopo aver iniziato a giocare a calcio nelle giovanili del Mosta.
Ha esordito in Serie B alla 4ª di campionato, il 5 novembre 2017, titolare nel successo per 3-0 sul campo del Real Colombo. Terminata la stagione al 5º posto, è quindi retrocessa nella neo-formata Serie C (destino riservato a tutte le squadre dalla 4ª posizione in giù). La stagione successiva è arrivata invece 2ª in terza serie, dietro al Napoli, poi promosso in serie cadetta dopo gli spareggi.
Nell'estate 2019 si è trasferita alla Juventus, venendo aggregata alla squadra Primavera. Per la stagione 2021-2022 è stata mandata in prestito al Tavagnacco, militante in Serie B.
Nell'estate 2022 è tornata a Malta per giocare con l'Hibernians nella massima serie nazionale.

### Nazionale
Ha esordito in nazionale Under-17 nell'ottobre 2016, giocando 3 gare nelle qualificazioni all'Europeo di categoria di Repubblica Ceca 2017. Anche nelle qualificazioni a Lituania 2018, nel 2017, ha disputato altri 3 incontri.
Nell'ottobre 2018 ha debuttato in Under-19, giocando 3 partite di qualificazione all'Europeo Under-19 di Scozia 2019.
Ha esordito in gara ufficiale con la nazionale maggiore il 29 agosto 2019, nella gara d'esordio delle qualificazioni all'Europeo di Inghilterra 2022, giocando tutti i 90 minuti della sconfitta per 8-0 in trasferta a Viborg contro le vice-campionesse europee in carica della Danimarca.

## Statistiche

### Presenze e reti nei club
Statistiche aggiornate al 22 maggio 2022.
| Stagione        | Squadra         | Campionato      | Campionato | Campionato | Coppe nazionali | Coppe nazionali | Coppe nazionali | Coppe continentali | Coppe continentali | Coppe continentali | Altre coppe | Altre coppe | Altre coppe | Totale | Totale |
| Stagione        | Squadra         | Comp            | Pres       | Reti       | Comp            | Pres            | Reti            | Comp               | Pres               | Reti               | Comp        | Pres        | Reti        | Pres   | Reti   |
| --------------- | --------------- | --------------- | ---------- | ---------- | --------------- | --------------- | --------------- | ------------------ | ------------------ | ------------------ | ----------- | ----------- | ----------- | ------ | ------ |
| 2017-2018       | Grifone         | B               | 19         | 0          | CI              | ?               | ?               | -                  | -                  | -                  | -           | -           | -           | 19     | 0      |
| 2018-2019       | Grifone         | C               | 20         | 0          | CI-C            | ?               | ?               | -                  | -                  | -                  | -           | -           | -           | 20     | 0      |
| Totale Grifone  | Totale Grifone  | Totale Grifone  | 39         | 0          | -               | ?               | ?               | -                  | -                  | -                  | -           | -           | -           | 39     | 0      |
| 2019-2020       | Juventus        | A               | 0          | 0          | CI              | 0               | 0               | UWCL               | 0                  | 0                  | SI          | 0           | 0           | 0      | 0      |
| 2020-2021       | Juventus        | A               | 0          | 0          | CI              | 0               | 0               | UWCL               | 0                  | 0                  | SI          | 0           | 0           | 0      | 0      |
| Totale Juventus | Totale Juventus | Totale Juventus | 0          | 0          | -               | 0               | 0               | -                  | 0                  | 0                  | -           | 0           | 0           | 0      | 0      |
| 2021-2022       | Tavagnacco      | B               | 22         | 0          | CI              | 0+              | 0               | -                  | -                  | -                  | -           | -           | -           | 22+    | 0      |
| Totale carriera | Totale carriera | Totale carriera | 61         | 0          | -               | 0+              | 0               | -                  | 0                  | 0                  | -           | 0           | 0           | 61+    | 0      |